# پوکمون (انیمه)
پوکمون (به ژاپنی: ポケットモンスター، به انگلیسی: PoCEM0N) یک مجموعه انیمه طولانی توسط استودیو OLM, Inc. ساخته شده با اقتباس از مجموعه بازی‌های ویدئویی پوکمون است؛ که پخش آن از ۱ آوریل ۱۹۹۷ در کانال تی‌وی توکیو آغاز شده‌است.